# Carl²
Carl² (Carl Ao Quadrado em português) é uma série animada canadense iniciada em 2005 e exibida pelo canal pago Teletoon. No Brasil, Carl ao Quadrado é exibido pelos canais Cartoon Network e HBO Family. Em Portugal, a série foi exibida pelo canal 2: sob o nome de Carlos Clone e agora é exibido pelo Panda Biggs sob o nome de Carl Ao Quadrado.
A série gira em torno do dia-a-dia de Carl Crashman, um rapaz de 14 anos, muda a sua vida ao encomendar um clone seu, a quem chama C2. Só Jamie James, o melhor amigo de Carl, sabe da existência do clone.

## Sinopse e personagens
Sinopse: Carl Crashman é um rapaz de 14 anos muito preguiçoso, que adora andar de skate, ir à Internet. Até que um dia resolve ter um clone para ir à escola, fazer os seus trabalhos de casa, estudar e fazer os seus testes. Consegue arranjar um clone que chamou C2 com a condição de que ele seria mantido em segredo. Sem que ninguém saiba, um dia ele contou ao seu melhor amigo, Jamie James, a história de C2 e ele prometeu manter segredo, mais tarde, o clone foi descoberto pela sua avó, e pela sua "namorada", Sky.
Carl dá-se mal com a sua irmã mais velha que só pensa no terror (Espíritos das Trevas) que se chama Clowie, com o seu professor, Egar, e constantemente fugir às seduções de Lorna, que gosta dele.
Personagens:
Carl Crashman;
C2;
Jamie James;
Lorna Luckman;
Sky Blue;
Eggar;
Burney Crashman;
Jannet Crashman;
Clowie Crashman;
Damien;
(Diretor) Powers;
Ron Bronson;
Lanny.

## Elenco
- Carl Crashman - Stuart Stone
- C2 - Stuart Stone
- Jamie James - Jordan Francis
- Skye Flower Blue - Bryn McAuley
- Chloe Crashman - Emily Hampshire
- Janet Crashman - Kathy Laskey
- Barney Crashman - Rick Roberts